# Provincia Orientale (Kenya)
La provincia Orientale (in inglese: Eastern Province) era una delle province del Kenya. Aveva come capoluogo Embu.

## Geografia antropica

### Suddivisioni amministrative
La provincia era suddivisa in 13 distretti (wilaya'at):
| Distretto   | Capoluogo |
| ----------- | --------- |
| Embu        | Embu      |
| Isiolo      | Isiolo    |
| Kitui       | Kitui     |
| Machakos    | Machakos  |
| Makueni     | Wote      |
| Marsabit    | Marsabit  |
| Mbeere      | Siakago   |
| Meru Centro | Meru      |
| Meru Nord   | Mauá      |
| Meru Sud    | Chuka     |
| Moyale      | Moyale    |
| Mwingi      | Mwingi    |
| Tharaka     | Tharaka   |